# Evangelion: 3.0 You Can (Not) Redo
Evangelion: 3.0 You Can (Not) Redo, i Japan känd som Evangelion Shin Gekijōban: Q (ヱヴァンゲリヲン新劇場版：Q Evangerion Shin Gekijōban: Kyū?), är en japansk animerad film från 2012, som regisserades av Mahiro Maeda och Kazuya Tsurumaki, och skrevs av Hideaki Anno. Den är den tredje delen i tetralogin Rebuild of Evangelion, som baseras på Annos animerade TV-serie Neon Genesis Evangelion från 1995.
Filmen producerades på, och distribuerades av, Annos animationsstudio Studio Khara.

## Handling
Asuka Langley Shikinami och Mari Illustrious Makinami, två piloter på Evangelion-enheter, - jättelika humanoida robotar - skickas ut i omloppsbana kring jorden i Evangelion Unit-02 respektive Unit-08, för att hämta en behållare som innehåller Unit-01 och dess pilot Shinji Ikari. Asuka tar tag i behållaren, vilket frigör SEELE-tillverkade drönare av typen Evangelion Mark.04. Mari kan inte hjälpa Asuka då hon har återinträtt i atmosfären för tidigt. Asuka ropar efter Shinjis hjälp, när Unit-01 plötsligt vaknar upp och förgör drönarna innan den åter igen deaktiveras och stiger ner mot jorden tillsammans med Asuka. Kaworu Nagisa tittar på från jorden, och säger att han har väntat på Shinji.
Shinji plockas ut från Unit-01, och får en bomb fastsatt runt halsen, av WILLE, en organisation som leds av Misato Katsuragi och Ritsuko Akagi och som har som mål att förgöra NERV och dess Evangelion-enheter. Shinji blir undersökt, men möts sedan av likgiltighet. Han kräver en förklaring till vad som har hänt, men då anfaller fler av SEELE:s drönare. WILLE lyckas starta sitt flygande örlogsfartyg Wunder, och förgör drönarna.
Efter striden får Shinji reda på att Unit-01 nu är Wunders energikälla, och att bomben kring hans hals kommer att detoneras om han styr en Evangelion-enhet igen. Ritsuko berättar att Rei Ayanami, som var i Unit-01 tillsammans med Shinji tidigare, inte hittades i enheten. Asuka berättar att han har varit i enheten i fjorton år, och att inga av Evangelion-piloter har åldrats sedan dess. Evangelion-enheten Mark.09, som verkar styras av Rei, slår då sönder väggen på Wunder, sträcker in sin hand, och ber Shinji att komma med. Misato säger att om han stannar kan de garantera hans säkerhet, men han väljer ändå att följa med Mark.09. Ritsuko ber Misato att detonera Shinjis bomb, men hon tvekar tills han är utom räckvid.
Rei tar med sig Shinji till ruinerna efter NERV:s högkvarter, där hans far Gendo berättar för honom att han ska bli pilot för den nya enheten Evangelion Unit-13 tillsammans med Kaworu. Under sin tid på NERV blir Shinji vän med Kaworu när de övar fyrhändigt piano tillsammans, men han får reda på att Rei inte har något minne från tiden innan Shinji blev fast i Unit-01, och att hon numera bara gör saker om hon blir beordrad att göra dem. Shinji frågar Kaworu vad som har hänt alla han kände; Kaworu tar honom till Tokyo-3, och förklarar att när Shinji i den föregående filmen väckte upp Unit-01, utlöstes "Third Impact", vilket förgjorde världen. Kaworu avslöjar målet med det pågående "Human Instrumentality Project": att avliva alla livsformer på jorden, för att låta varelser som bär livets frukt att skapas.
Gendos högra hand Fuyutsuki bjuder in Shinji till att spela shogi med honom, och berättar att Shinjis mor Yui Ayanami är inuti Unit-01 som dess kontrollsystem, och att Rei är en av hennes kloner; den Rei som hämtade honom från Wunder är den senaste av dem, och har inte de minnen eller den personlighet som den Rei Shinji kände hade. Avslöjanded orsakar ett nervöst sammanbrott för Shinji. Under dagen då Shinjis uppdrag för NERV ska påbörjas är han osäker på om han ska följa Gendos order eller göra som Misato sade och inte styra en Evangelion igen. Kaworu tar bomben från Shinjis hals och sätter fast den runt sin egen hals istället som ett tecken på tillit.
Shinji och Kaworu styr tillsammans Unit-13 på deras uppdrag, som består i att hämta Cassius- och Longinus-spjuten, för att med dem göra Third Impact ogjord; Rei följer med dem i Mark.09. När Unit-13 når Lilits lik, som är genomborrad av spjuten, inser Kaworu att båda spjuten är av samma typ, och inte två olika så som de först hade trott. Han ber Shinji att inte dra ut spjuten, men Shinji lyssnar inte på honom. Asuka och Mari anländer i sina Evangelion-enheter för att stoppa Shinji, men lyckas inte; Shinji drar ut spjuten, vilket får Lilit att explodera. Gendo beordrar Mark.09 att halshugga Mark.06, vilket frigör den tolfte ängeln, som sugs upp av Unit-13.
Unit-13, som nu har "vaknat upp", flyger upp högt i luften, och utlöser Fourth Impact. Kaworu berättar för Shinji att han är den första ängeln, som nu har blivit nedtryckt till att vara den trettonde. Bomben känner av Unit-13:s uppvaknande och aktiveras. Rei tappar kontroll över Mark.09, som av sig själv äntrar Wunder i ett försökt att ta kontroll över skeppet. Rei tar sig ut från sin Evangelion-enhet, och Asuka spränger Unit-02 för att förgöra Mark.09.
För att stoppa Fourth Impact, låter Kaworu bomben döda honom framför Shinji. Mari skjuter ut Shinjis pilotkabin från Unit-13. WILLE återtar Unit-02 och Unit-08, och går sedan till reträtt. Asuka väcker Shinji, som hade förlorat medvetandet, och tar honom med sig genom Tokyo-3:s ruiner tillsammans med Rei.

## Fotnoter